# Nothosmyrnium
Nothosmyrnium es un género de plantas herbáceas perteneciente a la familia de las apiáceas.Comprende 2 especies descritas y de aceptadas.

## Taxonomía
El género fue descrito por Friedrich Anton Wilhelm Miquel y publicado en Annales Museum Botanicum Lugduno-Batavi 3: 58. 1867. La especie tipo es: Nothosmyrnium japonicum Miq.

## Especies seleccionadas
A continuación se brinda un listado de las especies del género Nothosmyrnium aceptadas hasta julio de 2013, ordenadas alfabéticamente. Para cada una se indica el nombre binomial seguido del autor, abreviado según las convenciones y usos.
- Nothosmyrnium japonicum Miq.
- Nothosmyrnium xizangense Shan & T.S. Wang